# Chevron Corporation
Chevron Corporation ist ein weltweit operierender Energiekonzern. Er gehört zu den weltgrößten Ölkonzernen und ist nach eigenen Angaben der größte Produzent geothermischer Energie und außerdem noch in der Gas-Industrie tätig. Die Hauptquartiere liegen in San Ramon, Kalifornien (USA) und Fortaleza (Brasilien), der Konzern ist jedoch in mehr als 180 Ländern aktiv. Geschäftsfelder sind die Erschließung und Gewinnung von Rohöl, das Marketing und der Transport sowie die chemische Fertigung.
Mit einem Umsatz von 139,4 Mrd. US-Dollar, bei einem Gewinn von 10,2 Mrd. USD, steht Chevron laut den Forbes Global 2000 auf Platz 21 der weltgrößten Unternehmen (Stand: GJ 2017). Das Unternehmen kam Mitte 2018 auf eine Marktkapitalisierung von ca. 248 Mrd. USD. Größte Anteilseigner sind derzeit (Oktober 2018) The Vanguard Group (6,94 Prozent), BlackRock (6,40 Prozent) und State Street Corporation (6,23 Prozent). Eine Untersuchung aus dem Jahr 2019 ergibt, dass Chevron mit einem Ausstoß von 43,35 Milliarden Tonnen CO2-Äquivalent seit 1965 das Unternehmen mit dem weltweit zweithöchsten Ausstoß in diesem Zeitraum war.

## Geschichte

Struktur der Großkonzerne in der Erdölbranche

Das Unternehmen hat seine Wurzeln in der Entdeckung von Erdöl im Pico Canyon (heute Pico Canyon Oilfield) nördlich von Los Angeles. Die Entdeckung führte 1879 zur Gründung der Pacific Coast Oil Company, dem ältesten Vorgänger der Chevron Corporation. Die Pacific Coast Oil Company fusionierte 1906 mit einer Tochtergesellschaft von John D. Rockefellers Unternehmen Standard Oil zur Standard Oil Company (California), auch bekannt als California Standard.
1901 wurde die Texas Fuel Company, ein Unternehmen mit drei Räumen in Beaumont Texas, gegründet. Die Firma wurde später als Texaco bekannt.
1911 wurde die Standard Oil Company (California) selbständig, nachdem Standard Oil aufgrund eines Verfahrens wegen des Verstoßes gegen den Sherman Antitrust Act aufgeteilt werden musste. Das Unternehmen firmierte 1926 um in Standard Oil Company of California (kurz SoCal) und führte in den 1930er-Jahren für bestimmte Produkte erstmals den Markennamen Chevron ein, nachdem die Rechte am Markennamen Standard nur für einige Bundesstaaten im Westen der USA bei SoCal lagen. Im Rest der USA wurde außerdem von 1946 bis 1955 auch der Markenname Calso benutzt.
1933 erhielt SoCal von Saudi-Arabien die Konzession zur Ölsuche, wobei sie 1938 fündig wurde. Zu Beginn der 1950er Jahre erschloss SoCal das weltweit größte Ölfeld (Ghawar) in Saudi-Arabien. Die SoCal-Tochter California-Arabian Standard Oil Company entwickelte sich über die Jahre zur Arabian American Oil Company (ARAMCO).
1936 gründeten SoCal und Texaco die gemeinsame Tochterfirma Caltex für Aktivitäten außerhalb der USA. Deren europäische Aktivitäten wurden Ende der 1960er-Jahre auf die Mutterfirmen aufgeteilt.
Ab 1973 kaufte sich die Regierung von Saudi-Arabien bei ARAMCO ein, um 1980 war das Unternehmen vollständig im Besitz der saudi-arabischen Regierung, 1988 wurde die Firma in Saudi Arabian Oil Company geändert (Saudi Aramco).
1984 kam es zur bis dahin größten Fusion zwischen Standard Oil of California und Gulf Oil. Um den Ansprüchen von Kartellbehörden gerecht zu werden, wurden diverse Ölstationen im Golf und eine Raffinerie an der Ostküste der USA verkauft. Als Teil der Fusion änderte sich der Name zu Chevron Corporation.
Im Juni 1998 wurde aus Chevrons Biogasgeschäftsbereich und der NGC Corp. die Dynegy Inc. gegründet.
2001 fusionierte die frühere Chevron Corporation mit Texaco und gab sich den Namen ChevronTexaco. Am 9. Mai 2005 wurde der Anhang Texaco jedoch wieder abgelegt. Texaco sollte aber weiterhin als Markenname der Chevron Corporation dienen.
Seit dem 21. August 2007 muss sich Chevron in San Francisco für Menschenrechtsverletzungen in Nigeria verantworten. Im Mai 1998 wurde eine Demonstration von 121 Jugendlichen des Ijaw-Volkes auf Antrag von Chevron durch die Armee gewaltsam aufgelöst. Bei den Protesten starben zwei Demonstranten, elf wurden festgenommen und gefoltert. Chevron wird weiter für die Zerstörung der Dörfer Opia und Ikeyan im nigerianischen Bundesstaat Delta verantwortlich gemacht.
Am 20. Juli 2020 meldete Chevron, den US-amerikanischen Mineralölkonzern Noble Energy für 5 Milliarden Dollar übernehmen zu wollen.
Condoleezza Rice, Sicherheitsberaterin und später Außenministerin der Vereinigten Staaten von Amerika, war ab 1991 Direktorin bei Chevron. Wie bei Chevron üblich, wurde auch nach ihr ein Tanker benannt (welcher aber nach ihrem Eintritt in die Bush-Regierung in Altair Voyager umgetauft wurde).
Im Mai 2023 wurde bekannt gegeben, dass Chevron die in Colorado ansässige Öl- und Gasfördergesellschaft PDC Energy für 6,3 Milliarden Dollar übernehmen will.
Am 23. Oktober 2023 gab die Chevron Corporation eine Vereinbarung zur Übernahme der Hess Corporation für ca. 53 Mrd. US-Dollar bekannt.

## Geschäftszahlen
| Jahr | Umsatz in Mrd. US-$ | Überschuss in Mrd. US-$ | Angestellte |
| ---- | ------------------- | ----------------------- | ----------- |
| 2005 | 198,200             | 14,099                  | 59.000      |
| 2006 | 210,118             | 17,138                  | 62.500      |
| 2007 | 220,904             | 18,688                  | 65.000      |
| 2008 | 273,005             | 23,931                  | 67.000      |
| 2009 | 171,636             | 10,483                  | 64.000      |
| 2010 | 204,928             | 19,024                  | 62.000      |
| 2011 | 253,706             | 26,895                  | 61.000      |
| 2012 | 241,909             | 26,179                  | 62.000      |
| 2013 | 228,848             | 21,423                  | 64.600      |
| 2014 | 211,970             | 19,241                  | 64.700      |
| 2015 | 138,477             | 4,587                   | 61.500      |
| 2016 | 114,472             | −0,497                  | 55.200      |
| 2017 | 141,722             | 9,195                   | 51.900      |
| 2018 | 166,339             | 14,824                  | 48.600      |
| 2019 | 146,516             | 2,924                   | 48.200      |
| 2020 | 94,692              | −5,543                  | 47.736      |

## Umweltkonflikte

### Ecuador
Von den 1960ern bis 1992 hatte Texaco im ecuadorianischen Amazonasgebiet Erdöl gefördert, zumeist in Partnerschaft mit der staatlichen Ölgesellschaft Petroecuador. Nach dem Rückzug aus Ecuador zahlte Texaco 40 Millionen US-Dollar im Jahr 1995 für die Beseitigung von Umweltschäden an die ecuadorianische Regierung, die dafür Texaco von weiteren Forderungen freistellte.  Nach Ansicht von Betroffenen, Ökologen und Juristen hat diese Erdölförderung Natur und Menschen vergiftet, was zu Krankheiten und Todesfällen unter den Ureinwohnern geführt habe. 30 000 Anwohner verklagten den Rechtsnachfolger Chevron, der Texaco 2001 gekauft hatte. Chevron weigerte sich, weitere Zahlungen zu leisten und bestritt die Verantwortung für etwaige Folgen, schließlich sei Petroecuador anschließend weiter alleinverantwortlich tätig gewesen und Texaco sei von der Haftung freigestellt wurden. Der Konzern erhielt dafür 2006 den Public Eye Award für besonders verantwortungsloses Verhalten gegenüber Mensch und Umwelt.
Nach einem Rechtsstreit von mehr als 18 Jahren wurde Chevron im Februar 2011 am Provinzgericht von Lago Agrio zu einer Strafe von zunächst 8,6 Milliarden US-Dollar, der höchsten jemals gegen einen Ölkonzern wegen Umweltschäden verhängten Strafe, verurteilt. Zusätzlich sollte sich der Konzern in Zeitungsanzeigen in Ecuador und den Vereinigten Staaten binnen 15 Tagen öffentlich entschuldigen, ansonsten drohte die Strafe verdoppelt zu werden. Ein Großteil der Summe ist zur Beseitigung der Schäden vorgesehen, denn es sickern seit Jahrzehnten große Mengen Erdöl aus alten Förderstätten in den Boden und verseuchen den Regenwald. Das Berufungsgericht verdoppelte die Strafzahlung im Januar 2012, da Chevron der Aufforderung zur Entschuldigung nicht nachkam. Im November 2012 hat Argentinien angekündigt Rechtshilfe zu leisten und verfügt die Beschlagnahmung von Chevron-Vermögen, bis die Summe von 19 Milliarden US-Dollar erreicht sei, ein international einzigartiger Vorgang.
Im November 2015 hat ein kanadisches Berufungsgericht die Ansprüche von Indigenen und Kleinbauern aus Ecuador gegen das Unternehmen anerkannt. Damit können Vermögenswerte von Chevron in Kanada zur Entschädigung beschlagnahmt werden. Insgesamt handelt es sich um eine Summe von 9,5 Milliarden Dollar. Die Richter bestätigten die Verantwortung des Unternehmens für gravierende Umweltschäden bei der Ausbeutung von Ölvorkommen in Ecuador.
Der Bundesrichter Lewis A. Kaplan entschied 2014 in einem RICO-Verfahren zugunsten von Chevron. Seine Begründung stützte sich auf die Version von Chevron und ihres Starzeugen, des früheren Richters in Ecuador Alberto Guerra, dass die Anwälte der Kläger die Verhandlungen in Ecuador durch Bestechung und ein gefälschtes Umweltgutachten beeinflusst hätten. Das Urteil und seine Folgen wurde sehr kontrovers aufgenommen. Im September 2018 erklärte der Ständige Schiedshof das ecuadorianische Urteil für ungültig. Es bestätigte den Einwand von Chevron, das Urteil sei aufgrund von Bestechung erfolgt. Zusätzlich verstieß das Urteil gegen ein Investitionsschutzabkommen von Ecuador mit den USA.
Später kam heraus, dass der Zeuge Alberto Guerra mehrere hunderttausend Dollar von Chevron erhalten hatte. Der Zeuge bestätigte unter Eid auch, im Prozess gelogen zu haben. Im September 2020 legten die Rechtsanwaltsvereinigungen National Lawyers Guild und International Association of Democratic Lawyers eine gemeinsame Beschwerde gegen den Richter Kaplan ein; laut dem Vorwurf nehme Kaplan seit 10 Jahren eine unterstützende Rolle für Chevron ein.

### Brasilien
Am 7. November 2011 traten bei Chevron-Bohrungen vor dem brasilianischen Bundesstaat Rio de Janeiro mehrere tausend Barrel Öl aus und verschmutzen das Campos-Becken. Grund waren dem Ölkonzern zufolge falsche Druckberechnungen für Probebohrungen. Nach zehn Tagen konnte das Leck geschlossen werden. Brasilien forderte daraufhin 8,3 Milliarden Euro Schadensersatz von Chevron.

### Verfahren gegen Umweltaktivisten
Im Oktober 2013 initiierte Chevron vor einem New Yorker Gericht ein Verfahren, um in diesem Umweltaktivisten, Journalisten und Anwälte als kriminelle Vereinigung deklarieren zu lassen.
Steven Donzinger, Umweltaktivist und Anwalt, musste von August 2019 bis Anfang Februar 2022 eine Fußfessel tragen und wurde am 25. April 2022 aus 993 Tage Hausarrest entlassen. Er hatte sich geweigert „seine elektronischen Geräte auszuhändigen, da das die Privatsphäre seiner Mandanten und Mandantinnen verletzen würde.“

### Negativer Umweltpreis
2015 erhielt Chevron für das jahrelange Ablehnen jeglicher Verantwortung für Umweltschäden den Lifetime Award des Public Eye on Davos verliehen, nachdem der Konzern bereits 2006 in der Kategorie Umwelt „ausgezeichnet“ wurde.
Dagegen behauptet Jared Diamond in seinem 2005 erschienenen Buch „Kollaps. Warum Gesellschaften überleben oder untergehen“, der Chevron-Konzern wäre ein Gegenbeispiel zu den zahlreichen Erzbergbau-, Kohlebergbau, Gas- und Ölkonzernen, deren skrupelloses „rationales“ Vorgehen er scharf kritisiert. Diamond kommt zu seiner Einschätzung, nachdem er als Berater des WWF zwischen 1998 und 2003 viermal das Kutubu-Ölfeld in Papua-Neuguinea besucht hatte. Die Ölförderung wird dort nach seinen Angaben so massiv unter Umweltschutzgesichtspunkten betrieben, dass selbst knapp vor dem Aussterben stehende Tierarten wieder heimisch geworden seien. Er schließt seinen Bericht darüber mit dem Satz: „Eigentlich ist das Kutubu-Ölfeld der bei weitem größte und am strengsten kontrollierte Nationalpark in Papua-Neuguinea.“ (S. 550)
Dass Chevron die Ausschreibung Norwegens zur Entwicklung eines Öl- und Gasfeldes in der Nordsee gewonnen habe, führe man auch auf seinen guten Ruf in Sachen Umweltschutz zurück. Diamond bewertet die „westliche Welt“ prinzipiell positiv, während indigene Völker eher als aggressiv und gewaltbereit von ihm angesehen werden.

### Schiefergasabbau
Chevron beteiligt sich weltweit an Schiefergasabbau in Form von Fracking, so unter anderem in Pennsylvania und Ost-Polen. Im November 2013 schloss Chevron mit der Ukraine einen Vertrag zur Schiefergasproduktion über zehn Milliarden US-Dollar. Dem Konzern wird vorgeworfen, sich nicht oder zu wenig um die Auswirkungen des Gasabbaus auf die Umwelt und das Trinkwasser zu kümmern. Die großflächigen Wasserentnahmen aus – zu kleinen – Flüssen, der als Stützmittel eingesetzte, sehr feine, karzinogene, Staublunge-auslösende Quarzsand und die nach Jahrzehnten – manchmal auch nach Jahren – wieder an die Oberfläche kommenden eingesetzten Wassermassen – mit Schwermetallen und Kohlenwasserstoffverbindungen versetzt –, sind einige Kritikpunkte an Chevron. Chevron hatte im Jahr 2010 die Firma Atlas Energy übernommen.

### Klimafolgen
Beobachter bezweifeln seit geraumer Zeit jegliche Ambitionen Chevrons, zu einem postfossilen oder klimaneutralen Konzern zu werden. Eine Reduktion der Förderung fossiler Energieträger ist nicht beabsichtigt. Stattdessen betreibe das Unternehmen Greenwashing, indem es auf unabsehbare Durchbrüche und die Kompensation durch CCS-Technologien verweise.